# Ónod
Ónod es un pueblo húngaro perteneciente al distrito de Miskolc, condado de Borsod-Abaúj-Zemplén.

## Superficie
Cuenta con una superficie de 17,74 km².

## Demografía
Hasta 2024 la población era de 2235 habitantes, con una densidad de población de 125,98 hab/km².
| Gráfica de evolución demográfica de Ónod entre 2020 y 2024 |
|                                                            |
| Datos según la Oficina Central de Estadística de Hungría.  |